# Thurgood Marshall
Thurgood Marshall (ur. 2 lipca 1908 w Baltimore, zm. 24 stycznia 1993 w Bethesda) – amerykański prawnik. Pierwszy czarnoskóry sędzia w Sądzie Najwyższym USA (1967–1991).
Ojciec William Marshall, żona Vivian „Buster” Burey (zmarła w 1955), później Cecelia „Ciccy”. W 1930 ukończył studia na Uniwersytecie Lincolna w Chester.